# Elasmus cygnus
Elasmus cygnus är en stekelart som beskrevs av Girault 1920. Elasmus cygnus ingår i släktet Elasmus och familjen finglanssteklar. Inga underarter finns listade i Catalogue of Life.